# Hydra (księżyc)

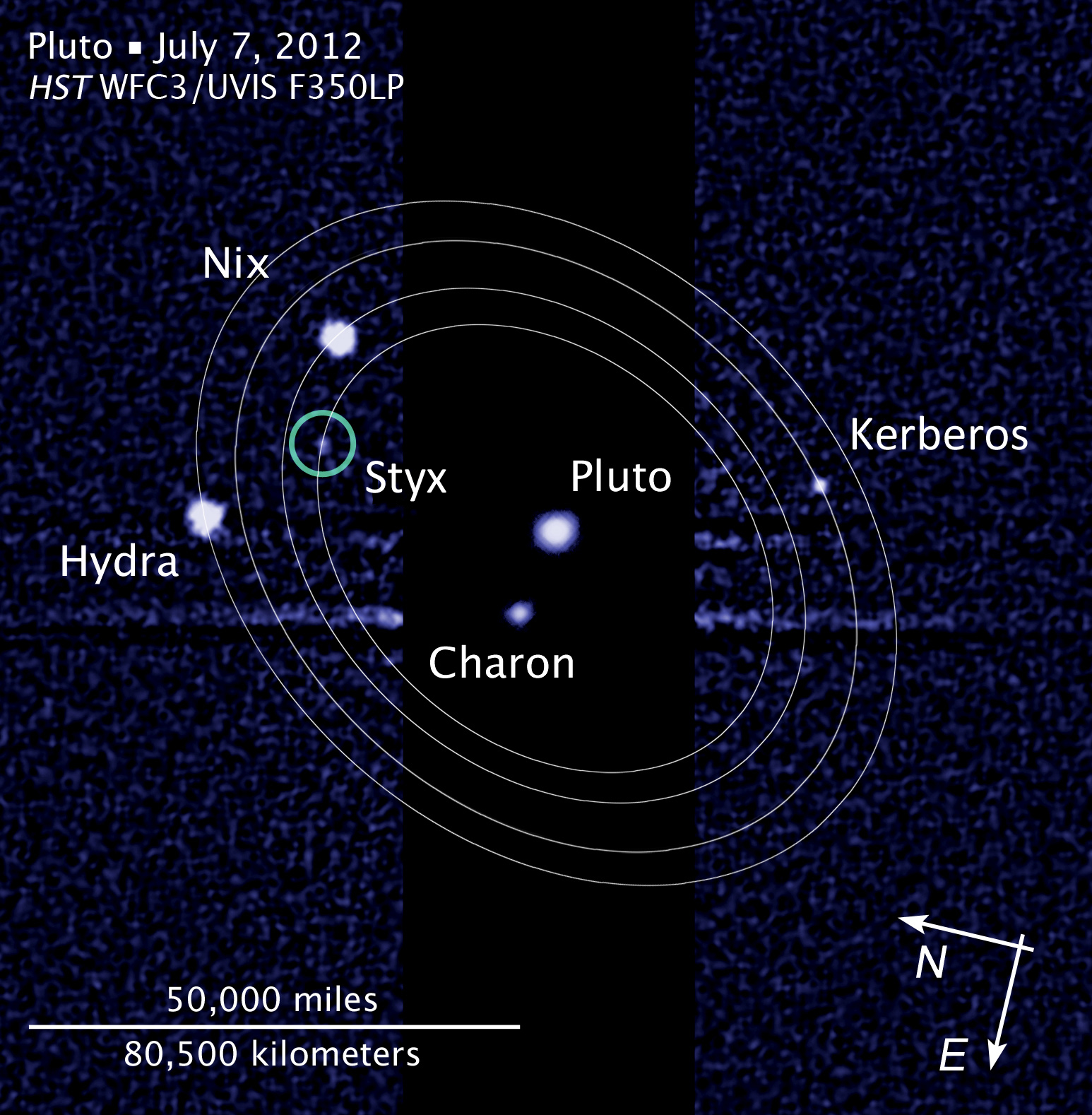
Pluton i jego księżyce z naniesionymi orbitami (fotografia wykonana przez teleskop Hubble’a)

Hydra – naturalny satelita Plutona, po raz pierwszy sfotografowany 15 maja 2005 roku przez Kosmiczny Teleskop Hubble’a. Jest jaśniejszy (o 33%) i większy od siostrzanego satelity Nix, odkrytego w tym samym roku.
Na podstawie obserwacji sondy New Horizons stwierdzono, że ciało to ma wysoce nieregularny kształt i określono jego rozmiary: 43 na 33 kilometry. Stwierdzono także istnienie na powierzchni ciemnego obszaru. Wcześniejsze pomiary jasności sugerowały, że Hydra jest większa i ma średnicę od 60 do nawet 160 km. Masa może być równa nawet 2×1018 kg. Hydra jest najdalszym znanym księżycem Plutona i krąży wokół barycentrum układu po prawie kołowej orbicie, której półoś wielka wynosi 64 698 km. Pełnego obiegu dokonuje w czasie ok. 38,2 dnia.
Nazwa księżyca pochodzi od mitologicznego stwora, z którym walczył Herkules. Zanim Międzynarodowa Unia Astronomiczna nadała temu księżycowi nazwę, nosił on tymczasowe oznaczenie „S/2005 P 1”, gdzie „S” oznacza satelitę, „2005” to rok odkrycia, a „P 1” informuje, że jest to pierwszy księżyc Plutona odkryty w danym roku.